# Acochlidiimorpha
Acochlidiimorpha è un superordine di molluschi gasteropodi eterobranchi acquatici della subterclasse Tectipleura.

## Descrizione
Il raggruppamento comprende gasteropodi di piccole dimensioni, privi di conchiglia, che si caratterizzano per una massa viscerale che si distacca nettamente dal resto del corpo.
Presentano inoltre alcune caratteristiche anatomiche aberranti rispetto a tutti gli altri gasteropodi, quali la mancanza di organi copulatori e una radula uniseriata, asimmetrica.

## Biologia

### Riproduzione
A differenza della maggior parte degli altri molluschi eterobranchi, che sono ermafroditi, molte specie di questo raggruppamento sono gonocoriche; non praticano la copulazione reciproca ma trasferiscono lo sperma attraverso spermatofori; la fecondazione, almeno in alcune specie, sembra avvenire per via transdermica.

## Distribuzione e habitat
Il raggruppamento comprende quasi una cinquantina di specie presenti nei sedimenti sabbiosi di tutti i mari del mondo, nonché delle mangrovie e di diversi habitat di acqua dolce.
La maggior parte di essi sono organismi mesopsammici cioè che vivono negli spazî interstiziali dei sedimenti marini, ma alcune specie, per lo più diffuse in territori insulari, popolano anche gli ambienti limnici. Recentemente nella foresta pluviale di Palau è stata scoperta una specie con abitudini terrestri, denominata Aiteng marefugitus.

## Tassonomia
Questo raggruppamento, descritto nel 1939 da Odhner come Acochlidiacea, è stato tradizionalmente considerato come un ordine degli Opisthobranchia.
L'esatta collocazione degli acoclidiimorfi all'interno degli Euthyneura rappresenta tuttora un enigma filogenetico, in quanto, nonostante la loro monofilia sia oramai ampiamente accettata, l'identità del loro sister group rimane tuttora incerta. Alcuni recenti studi morfologici suggeriscono una vicinanza con i runcinidi o con i philinoidei.
La classificazione di Bouchet e Rocroi del 2017 colloca il superordine Acochlidiimorpha nella subterclasse Tectipleura, riconoscendo le seguenti superfamiglie e famiglie:
- Superfamiglia Acochlidioidea Küthe, 1935
  - Acochlidiidae Küthe, 1935
  - Aitengidae Swennen & Buatip, 2009
  - Bathyhedylidae Neusser, Jörger, Lodde-Bensch, E. E. Strong & Schrödl, 2016
  - Hedylopsidae Odhner, 1952
  - Pseudunelidae Rankin, 1979
  - Tantulidae Rankin, 1979
- Superfamiglia Parhedyloidea Thiele, 1931
  - Asperspinidae Rankin, 1979
  - Parhedylidae Thiele, 1931